# لاستيرويدي
يوصف المركب بأنه لاستيرويدي إذا لم يكن ستيرويدي أو مشتقا من الستيرويد.
تتميز مضادات الالتهاب اللاستيرويدية عن الكورتيكوستيرويد في تصنيف مضادات الالتهاب.

## قائمة المعدلات اللاستيرويدية لمستقبل الستيرويد
وتشمل الأمثلة التالية:
- إستروجينs: benzestrol، bifluranol، estrobin (DBE)، ثنائي إيثيل ستيلبوستيرول، داي نستيرول، erteberel، fosfestrol، hexestrol (dihydroxystilbestrol), ميثالينيستريل  [لغات أخرى]‏, methestrol، methestrol dipropionate، paroxypropione، prinaberel, and triphenylethylene, as well as many xenoestrogens
- SERMs: acolbifene، afimoxifene، arzoxifene، bazedoxifene، broparestrol، chlorotrianisene، كلوميفين، clomifenoxide، cyclofenil، droloxifene، enclomifene، endoxifen، ethamoxytriphetol، فيسبيميفين، idoxifene، lasofoxifene، levormeloxifene، miproxifene، nafoxidine، nitromifene، أورملوكسيفين، ospemifene، بانوميفين، pipendoxifene، رالوكسيفين، تاموكسيفين، تورميفين، trioxifene، zindoxifene، zuclomifene
- مضادات الأندروجينs: apalutamide، بيكالوتاميد، سيميتيدين، darolutamide، DIMP، إينزالوتاميد، EPI-001، EPI-506، فلوتاميد، hydroxyflutamide، إينوكوتيرون، أسيتات الإينوكوتيرون، نيلوتاميد، RU-58642، RU-58841, and topilutamide
- SARMs: AC-262,356، acetothiolutamide، andarine، BMS-564,929، enobosarm (ostarine)، LGD-2226، LGD-3303، LGD-4033، S-23, and S-40503
- مثبط الأروماتازs: أناستروزول، أمينوغلوتيثيميد، fadrozole، finrozole، ليتروزول، liarozole، norendoxifen، rogletimide (pyridoglutethimide)، vorozole
- Other steroidogenesis inhibitors: أمينوغلوتيثيميد، كيتوكونازول، orteronel، seviteronel, others
- Miscellaneous: tanaproget (البروجيسترون  [لغات أخرى]‏), finerenone (antimineralocorticoid), ايزاسيرينوني (antimineralocorticoid), apararenone (antimineralocorticoid), AZD5423 (هرمون قشري سكري), mapracorat (SGRM)